# Harte
Harte er en lille bydel tilhørende Kolding med 318 indbyggere i byområdet (2009). Harte er beliggende mellem Esbjergmotorvejen og Sønderjyske Motorvej fem kilometer vest for Kolding Centrum. Bydelen tilhører Harte Sogn og Harte Kirke ligger i bydelen.
Syd for Harte, på den anden side af motorvejen, findes Harteværket.
Bydelen har et aktivt lokalsamfund med forskellige fritidsaktiviteter og gode muligheder for friluftsliv. Flere vandrestier og cykelruter forbinder Harte med resten af Kolding og omegn.